# Manuel Teles Barreto
Manuel Teles Barreto (c. 1520 - 1588) foi um administrador colonial português, que foi governador-geral do Brasil entre 1582 e 1587.
Sucedeu a uma junta governativa, formada por Cosme Rangel de Macedo e pelo bispo Antônio Barreiros após a morte de Lourenço da Veiga, mas na prática, usurpada por Cosme Rangel. Foi o primeiro governador-geral nomeado por Filipe I, após a unificação das coroas de Portugal e Espanha.
Durante seu governo, providenciou a ocupação das terras da Paraíba, além de incentivar a agricultura. Teve muitos problemas com os índios, com incêndios e mortes de colonos, ao que teve de usar a força, além de combater o contrabando francês, ajudado por índios caetés.
Durante o seu governo, incrementou o comércio entre a Bahia e o rio da Prata, além de enfrentar os piratas ingleses. Para se prevenir dos ataques inimigos e para defender os portos, construiu fortificações e organizou a defesa. Mandou construir a Fortaleza de Santa Catarina, além de criar uma milícia de defesa.